# فأر جيبي غولدماني
فأر جيبي غولدماني (الاسم العلمي: Chaetodipus goldmani) هو نوع من الحيوانات يتبع جنس فأر جيبي خشن من فصيلة الغوفرية.